# Greatest Hitz
Greatest Hitz é um álbum dos melhores êxitos da banda Limp Bizkit, lançado a 8 de Novembro de 2005.
O álbum estrou na posição #47 da Billboard 200, a principal parada musical dos Estados Unidos e foi bem recebido pela crítica.

## Faixas
1. "Counterfeit" (do álbum Three Dollar Bill, Yall$) – 4:48
2. "Faith" (do álbum Three Dollar Bill, Yall$) – 2:26
3. "Nookie" (do álbum Significant Other) – 4:26
4. "Break Stuff" (do álbum Significant Other) – 2:46
5. "Re-Arranged" (do álbum Significant Other) – 5:54
6. "N 2 Gether Now" (do álbum Significant Other) – 3:55
7. "Take a Look Around" (do álbum Chocolate Starfish and The Hotdog Flavored Water) – 5:19
8. "My Generation" (do álbum Chocolate Starfish and the Hotdog Flavored Water) – 3:41
9. "Rollin' (Air Raid Vehicle)" (do álbum Chocolate Starfish and the Hotdog Flavored Water) – 3:33
10. "My Way"(do álbum Chocolate Starfish and the Hotdog Flavored Water) – 4:33
11. "Boiler" (do álbum Chocolate Starfish and the Hotdog Flavored Water) – 5:44
12. "Eat You Alive" (do álbum Results May Vary) – 3:57
13. "Behind Blue Eyes" (do álbum Results May Vary) – 4:29
14. "Build a Bridge" (do álbum Results May Vary) – 3:56
15. "Why" – 4:05 (Faixa nova)
16. "Lean on Me" – 4:27 (Faixa nova)
17. "Home Sweet Home-Bittersweet Symphony" – 3:51 (Faixa nova)
18. "The Truth" (do álbum The Unquestionable Truth (Part 1)) – 5:28 (Somente em alguns países)